# Residente o visitante
Residente o visitante è il secondo album del gruppo musicale portoricano Calle 13 pubblicato il 24 aprile 2007 dalla Sony BMG.

## Tracce
1. Intro — 1:48
2. Tango del pecado (Featuring Bajofondo Tango Club & Panasuyo) (Residente/Edgard Abraham Marrero) — 4:13
3. La fokin moda (Residente/Visitante/Gustavo Santaolalla) — 3:26
4. Sin exagerar (featuring Tego Calderón) (Residente/Visitante) — 3:26
5. Mala suerte con el 13 (Featuring La Mala Rodríguez) (Residente/La Mala Rodríguez/Visitante) — 4:30
6. Llégale a mi guarida (Featuring Vicentico) (Residente/Visitante) — 4:24
7. Un beso de desayuno (Residente/Visitante) — 4:51
8. Uiyi guaye Residente/Visitante — 5:05
9. Algo con-sentido (Featuring PG-13) (Residente/Visitante) — 4:40
10. Pal' norte (Featuring Orishas) (Residente/Visitante/Panasuyo) — 4:41
11. La cumbia de los aburridos (Featuring Manuel El Zorazal Meléndez) (Residente/Visitante)  — 4:07
12. A limpiar el sucio (Residente/Visitante) — 4:13
13. El avión se cae (Residente/Visitante) — 4:18
14. La crema (Residente/Visitante) — 4:01
15. La era de la copiaera (Residente/Visitante/Panasuyo) — 4:37

## Singoli
- Tango del pecado (2007)
- La cumbia de los aburridos (2007])
- Pa'l norte (2007)
- Un beso de desayuno (2008)

## Classifiche
| Classifica (2007)               | Posizione più alta |
| ------------------------------- | ------------------ |
| U.S. Billboard 200              | 52                 |
| U.S. Billboard Top Latin Albums | 1                  |
| U.S. Billboard Top Rap Albums   | 13                 |